# Объединенное авиационное управление
Объединенное авиационное управление (Joint Aviation Authorities, JAA) — международная организация, регулировавшая законодательство в сфере авиации для пилотов и авиакомпаний большинства стран, находящихся на территории Европы. С 2008 года её функции взяло на себя Европейское агентство авиационной безопасности.

## Страны JAA
На 2009 год, следующие страны входили в состав JAA (Кандидаты на вступление помечены *):

| Члены Евросоюза: - Австрия - Бельгия - Болгария - Кипр - Чехия - Дания - Эстония - Финляндия - Франция - Германия - Греция - Венгрия - Ирландия - Италия - Латвия - Литва - Люксембург - Мальта - Нидерланды - Польша - Португалия - Румыния - Словакия - Словения - Испания - Швеция - Великобритания | - Албания* - Армения* - Азербайджан* - Босния и Герцеговина - Хорватия - Грузия - Исландия - Северная Македония - Молдова - Черногория* - Монако - Норвегия - Сербия - Швейцария - Турция - Украина* |